# Dentice (famiglia)
Dentice è un'antica famiglia dell'Italia meridionale.

## Storia
Originaria di Amalfi, nel 1200 venne elencata fra i feudatari del Regno di Napoli. Da Amalfi si trasferì dapprima a Sorrento, dove fu ammessa nel patriziato del Seggio di Porta, e poi a Napoli, dove godette gli onori dei sedili di Nilo e Capuano. 
Nel 1565 fu ammessa all'ordine di Malta. 
A inizio Novecento possedette e restaurò Villa Madama a Roma, poi lasciata in dono allo Stato, mentre continua ad essere loro proprietà il Castello Dentice di Frasso di San Vito dei Normanni.
Si divise infine in due rami:
1. Dentice del Pesce (ora Dentice Massarenghi, principi di Frasso)
2. Dentice delle Stelle (o Dentice di Accadia)

## Esponenti
Da un ramo della famiglia Dentice sono usciti alcuni illustri musicisti e teorici della musica attivi tra il XVI ed il XVII secolo.
Si ricordano, di costoro:
- Luigi (nato a Napoli attorno agli anni 1510-1520, morto prima del 1566) - teorico musicale, autore del trattato Due dialoghi della musica (1552)[1]
- Fabrizio (nato a Napoli verso il 1526 - morto a Parma intorno al 1601) - compositore, cantante, suonatore di liuto
- Scipione (Napoli, 1560 - prima del 1635) -  musicista

Fra i Dentice si ricordano alcuni esponenti che sono stati nominati senatori:
- Carlo Dentice di Frasso (San Vito dei Normanni, 22 gennaio 1876 - Carovigno, 27 febbraio 1945) - deputato dal 1913 (XXIV legislatura)
- Ernesto Dentice di Frasso (Napoli, 10 ottobre 1825 – Livorno, 23 ottobre 1886) - senatore nel 1876 (XII legislatura)
- Luigi Dentice di Frasso (Brühl 19 agosto 1861 - Roma, 28 luglio 1947) - figlio di Ernesto, senatore dal 1908 (XXII legislatura)
- Alfredo Dentice di Frasso (Napoli, 27 gennaio 1873 – Aiello Calabro, 10 febbraio 1940) - figlio di Ernesto, ammiraglio, imprenditore, deputato nel 1929 (XXVIII legislatura del Regno d'Italia) e senatore nel 1939 (XXX legislatura)[2]
- Francesco Dentice di Accadia (Napoli, 16 dicembre 1873 - Roma, 4 marzo 1944) - senatore nel 1939 (XXX legislatura)

Nel XV secolo, Accadia era abitata da contadini che coltivavano piccoli appezzamenti di terreno di proprietà del duca locale. Successivamente Accadia divenne di proprietà di Bertrando dal Balzo, quindi di Giovanni Scotto, e ancora alla famiglia Zuncolo, fino ad arrivare alla Baronia di Trevico. Dopo i tanti avvicendamenti Accadia venne data in dote a Margherita Recco, la quale si unì in matrimonio con il conte Carlo Venato Dentice, appartenente a una nobile famiglia napoletana.

## Signori di Viggiano
- Antonio (XV secolo), I signore di Viggiano
- Luigi, II signore di Viggiano
- Giovanni Bernardino (m. 1481), III signore di Viggiano
- Adriana (1479-1549), IV signora di Viggiano

Estinzione della linea maschile

## Marchesi Dentice delle Stelle (1633)
- Paolo (1581-1638), I marchese
- Francesco (1625-1677), II marchese
- Domenico (1651-1717), III marchese
- Francesco (1703-1779), IV marchese, diviene I principe di Arecco

Passaggio del titolo nei principi di Arecco

## Principi di Arecco (1733)
- Francesco (1703-1779), I principe di Arecco
- Domenico (1760-1831), II principe di Arecco

Estinzione della linea maschile
- Francesco (1873-1944), III principe di Arecco, VIII conte di Santa Maria Ingrisone (titoli reclamati nel 1929)
- Aldo (n. 1926), IV principe di Arecco, IX conte di Santa Maria Ingrisone

## Baroni di Fornella, conti di Santa Maria Ingrisone (1705) e duchi di Accadia (1791)
- Carlo (1583-1668), I barone di Fornella
- Fabrizio (1629-1695), II barone di Fornella

Vende il feudo di Fornella
- Carlo (1664-1720), I conte di Santa Maria Ingrisone
- Fabrizio (1701-1765), I duca di Accadia, II conte di Santa Maria Ingrisone
- Carlo (1723-1782), II duca di Accadia
- Fabrizio (1764-1826), III duca di Accadia
- Carlo (1783-1859), IV duca di Accadia
- Fabrizio (1802-1878), V duca di Accadia
- Giustiniana (1833-1911), VI duchessa di Accadia
- Paolo (1899-1975), I Marchese di Accadia[3]
- Roberto (1928-2021), II Marchese di Accadia
- Paolo (1955), III Marchese di Accadia

## Principi di Frasso (1725)
Il ramo si origina da Placido, discendente da Giovanni Giacomo, discendente a sua volta da Antonio, I signore di Viggiano.
- Placido (1669-1751), I principe di Frasso
- Gerardo (1695-1777), II principe di Frasso
- Placido (1725-1785), III principe di Frasso
- Gerardo (1761-1811), IV principe di Frasso
- Michele (1789-1812), V principe di Frasso
- Luigi (1791-1850), VI principe di Frasso, fratello del precedente
- Ernesto (1825-1886), VII principe di Frasso
- Luigi (1861-1947), VIII principe di Frasso
- Ernesto (1886-1978), IX principe di Frasso
- Luigi (1924-2000), X principe di Frasso
- Giuliano (n. 1968), XI principe di Frasso, nipote del precedente
- Gianluigi Pio (2004), XII principe di Frasso